# Rickey Thompson
Rickey Thompson (Raleigh, 6 de febrer de 1996) és un actor i comediant estatunidenc. Va guanyar protagonisme pels vídeos còmics que publica a Instagram i, anteriorment, Vine. Thompson va protagonitzar la sèrie de YouTube Red Foursome (2016-2018).

## Biografia
Thompson va créixer a Raleigh, Carolina del Nord. Va assistir a Millbrook High School, on actuava regularment en produccions de teatre i també va ser assetjat per ser gai. Durant aquest temps, Thompson va publicar vídeos de YouTube sobre la seva experiència amb l'assetjament escolar i sobre la moda. També va utilitzar Vine per publicar vídeos còmics d'ell mateix, generalment parlant directament a la càmera.
Quan tenia 17 anys, Kylie Jenner va compartir un dels seus vídeos, fet que va provocar un augment del seu perfil a la plataforma. Va acumular 2,5 milions de seguidors quan Vine va tancar el 2016. Després Thompson va començar a publicar vídeos breus a Instagram i va continuar augmentant els seus seguidors a les xarxes socials. Ha monetitzat els seus vídeos amb publicacions promocionals i aparicions de convidats en esdeveniments i en altres vídeos.
Thompson va protagonitzar la sèrie web de YouTube Foursome del 2016 al 2018.
El 2018, Thompson va narrar diversos interludis per a l'àlbum OnePointFive d'Aminé i també va aparèixer al vídeo musical "Reel It In". Aminé va enviar a Thompson un missatge directe a Instagram per convidar-lo a estar a l'àlbum. Aquell desembre, va presentar la seva primera desfilada per al dissenyador Alexander Wang.
Thompson va aparèixer a la comèdia de stoner del 2022 Good Mourning amb Machine Gun Kelly i Mod Sun.

## Filmografia
- Betch (2016)
- Foursome (2016–2018)
- Sleep Tight (2016)
- Mourners, Inc. (2017)
- Trend or End with Rickey Thomspon (2019)
- Good Mourning (2022)
- Swarm (2023)